# Wkrzanka
Wkrzanka (do 1945 niem. Schulzenkamp Bach) – strumień o długości ok. 2,5 km, mający źródła ok. 1 km na północny wschód od Goślic. Na prawie całej swej długości strumień płynie w głębokim parowie, w zalesionym terenie Puszczy Wkrzańskiej. W środkowym biegu strumienia przecina go czerwony pieszy szlak turystyczny „Scieżkami Dzików”. W Siedlicach, jako prawy dopływ, wpada do strumienia  Piwniczna Struga.